# Launchpad

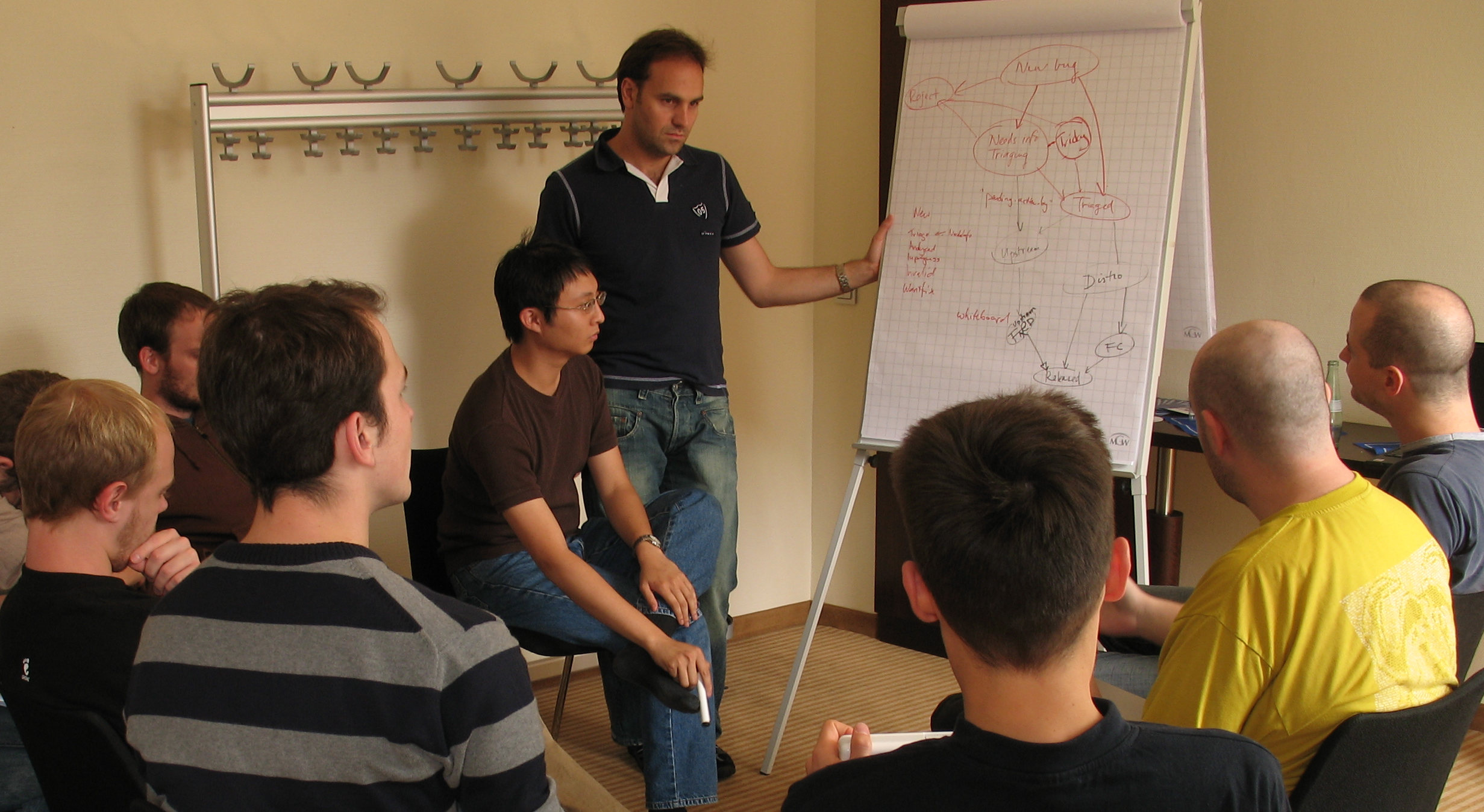
Mark Shuttleworth com outros colaboradores da Canonical Ltd. Discutindo detalhes do projeto Launchpad em um sprint na Alemanha.

Launchpad é uma aplicação web e sítio web para o auxílio no desenvolvimento de software, particularmente software livre. Este projeto é desenvolvido e mantido pela Canonical Ltd.
Em 21 de Julho 2009, o código-fonte foi disponibilizado publicamente protegido pela licença GNU Affero General Public License.
Em Agosto de 2009, o serviço Launchpad já abrigava mais de 13 000 projetos. O domínio launchpad.net atraiu 1 milhão de visitantes até Agosto de 2009 segundo a agência Compete.com de pesquisas.